# James Kahn
Pour les articles homonymes, voir Kahn.
James Kahn, né le 30 décembre 1947 à Chicago en Illinois, est un écrivain américain surtout connu pour sa novélisation de Star Wars : Le Retour du Jedi.